# Здание гильдии Олафа
Зда́ние ги́льдии О́лафа (эст. Olevi gildi hoone) — историческое здание в Таллине, в центре Старого города, по адресу ул. Пикк, д. 24.  Получило своё название по названию гильдии Олафа (Олевисте), которая владела им несколько столетий. Входит в комплекс зданий Братства Черноголовых и гильдии Олафа, имеющий большую культурную ценность и внесённый в Государственный регистр памятников культуры Эстонии как памятник архитектуры.

## История
Три крупных гильдии Таллина (Святого Олафа, Святого Канута и Большая гильдия (Суургилд)) неоднократно упоминались в письменных источниках в качестве официальных представителей городских граждан и полностью признанных в качестве таковых ратушей. Среди самых известных гильдий Таллина гильдии Олафа и Канута уже в XV веке были профессиональными организациями ремесленников, которые постепенно группировались в более узкие профессиональные гильдии.
Гильдия Олафа первые упоминается в 1341 году. Она объединяла 28 мастеров-ремесленников, в основном эстонцев и преимущественно строительных и транспортных профессий. Гильдия Олафа владела большим участком земли с тремя зданиями в центре города. На улице Пикк располагались гильдейский дом и здание Зала гильдии. Здания гильдии горели в 1679 году. Гильдия была закрыта в 1699 году, после чего отремонтированные здания использовались под склады и торговые помещения. 
20 июля 1698 года правительство приказало муниципалитету объединить гильдию Олафа с гильдией Канути. Гильдия Канути получила в свою собственность все активы гильдии Олафа, но приняла в свой состав лишь около 20 человек. Архив гильдии Олафа сгорел или был уничтожен в конце XVII века. Братство Черноголовых приобрело гильдейский дом гильдии Олафа в 1806 году и здание Зала в 1919 году, приспособив их для своей клубной деятельности.
В 1950-х годах как старые здания Братства Черноголовых, так и бывшие здания гильдии Олафа, которые со временем были приобретены Черноголовыми, принадлежали таллинскому молодёжному клубу имени Яана Томпа. Внешняя и внутренняя архитектура зданий многослойна и богата деталями разных эпох.

## Описание

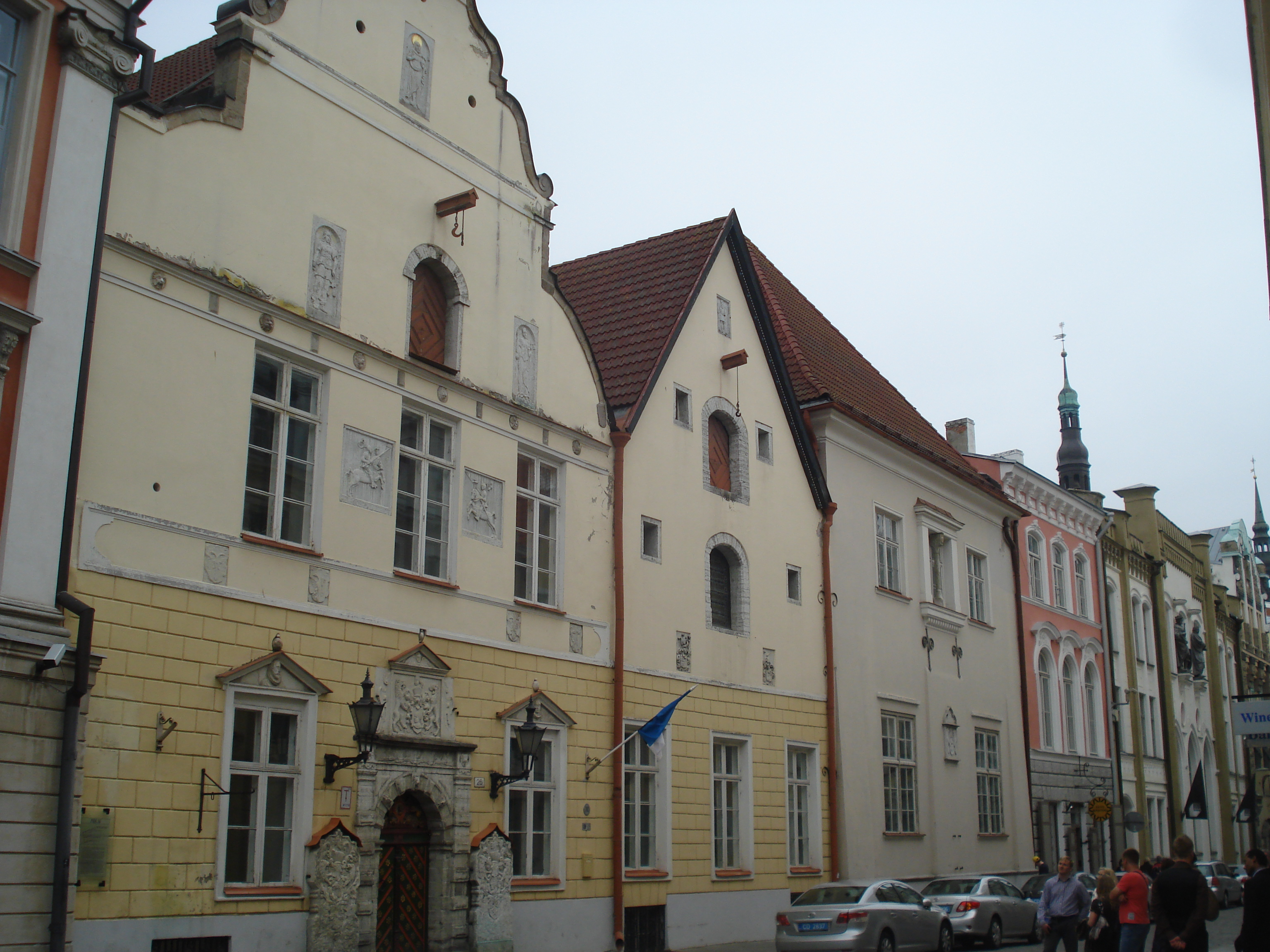
Дом Черноголовых (слева) и здание гильдии Олафа (справа)

Комплекс построек гильдии Олафа был возведён в 1402—1422 годах. До наших дней сохранился двухэтажный дом с высокой двускатной крышей и большим залом, который является самым красивым среди двухсекционных банкетных залов Таллина. Зал имеет два характерных для поздней готики нефа, его шесть звёздчатых сводов с замковыми камнями с мотивом розы поддерживаются двумя восьмиугольными колоннами с профилированными основаниями и стеновыми консолями. В здании створчатые окна. Под залом находится полноценный подвал с массивными четырёхсторонними пилонами, поддерживающими своды по краям. На фасаде здания, в окне, находящемся на месте, где ранее был грузовой люк, размещено рельефное изображение покровителя гильдии Святого Олафа Норвежского (XVI век). Здание гильдии Олафа и здание дома Черноголовых соединены позднеготическим зданием с остроугольным фронтоном, на котором до настоящего времени сохранились грузовые и световые люки, а также гербы владельцев зданий XVIII века. В 1921 году на фасаде бывшего здания гильдии Олафа был выполнен рельефный герб Братства Черноголовых.